# Gozdna meja
Gozdna meja je meja, do katere glede na podnebne, prstene razmere, reliefno izoblikovanost območja še uspeva gozd.
Gozdna meja je območje, kjer zaradi neugodnih podnebnih razmer, oblikovanosti rastišča ali človekovega vpliva ni strnjenega gozda.
Na točno nadmorsko višino gozdne meje neke lokalitete vplivajo predvsem tamkajšnje podnebne razmere. Pomembno vlogo igra tudi izpostavljenost območja; gozdna meja bo na osončenih (prisojnih) predelih nekoliko višje kot na senčnih (osojnih) legah. Gozdna meja poteka približno do tam, kjer temperatura vsaj 100 dni v letu preseže +5 stopinja Celzija.
Povezan pojem, ki se ga pogosto zamenjuje z gozdno mejo, je drevesna meja. Ta je opredeljena kot nadmorska višina, do katere segajo še zadnja posamična drevesa. Pas med gozdno in drevesno mejo nekateri avtorji poimenujejo redkolesje ali bojni pas.

## Gozdna meja na Slovenskem
V Sloveniji prepoznavamo dva tipa gozdne meje; razlikujemo med alpsko in dinarsko gozdno mejo. Gozd alpske gozdne meje sestoji iz iglavcev. Tipični primer so Julijske Alpe, Karavanke in Kamniško-Savinjske Alpe ter Pohorje, kjer na gozdni meji najdemo sestoje navadnega macesna in navadne smreke. Alpska gozdna meja v Alpah leži na nadmorski višini med 1600 in 1800 metri.
Drugi tip slovenske gozdne meje je dinarska gozdna meja, ki jo najdevamo na južnih lokalitetah Julijskih Alp, Trnovskem gozdu in Snežniku. V primerjavi z alpsko gozdno mejo je za dinarski tip značilno, da mejo sklenjenih gozdnih sestojev prerašča listopadna navadna bukev. Praviloma je takšna gozdna meja na nižjih nadmorskih višinah, običajno od 200 do 300 metrov niže kot alpska gozdna meja.